# Bar Giora
Bar-Giora (en hebreo: בַּר גִּיּוֹרָא) fue una organización clandestina judía de la Segunda Aliyá, precursora de Hashomer.

## Historia
El 28 de septiembre de 1907 un grupo de activistas de Poalei Zion se reunió en el pequeño apartamento de Yitzhak Ben-Zvi en Yafo. Al no haber muebles, los hombres se sentaron en el suelo en círculo y utilizaron un cajón como escritorio. Inspirados por las ideas de Israel Shojat, se acordó que la única manera de cumplir el sueño de convertirse en una nación judía era levantarse y afirmarse a través de cultivar y defender su tierra ellos mismos. El estado de cosas en los primeros años del siglo XX en el Imperio otomano era tal, que los agricultores judíos empleaban árabes para trabajar sus fincas y protegerlos, y a su vez estaban sujetos a los arrendatarios. Había entonces mucho descontento y desilusión.
El grupo decidió formar una organización para lograr sus objetivos. Lo llamaron Bar Giora por uno de los líderes de la primera guerra judeo-romana contra los romanos.
Como lema optaron por una línea del poema de Yaakov Cohen, "Habiryonim": "A sangre y fuego Judea cayó, a sangre y fuego Judea se levantará otra vez". Este fue uno de los lemas de los defensores judíos durante los pogromos en el Imperio ruso. Israel Shojat fue elegido líder. Los miembros juraron en secreto, disciplina, servicio desinteresado, devoción a la causa y lealtad. Todas las decisiones tenían que ser ratificadas por voto unánime. El papel de Ben-Zvi fue promover la causa y aumentar el apoyo a ella.
Cada miembro debía haber tenido al menos un año de experiencia agrícola. El hacerse cargo de custodiar la región fue aplazado hasta que los miembros de la organización hubiesen adquirido la suficiente experiencia y conocimiento del territorio. Decidieron operar en la Galilea y la mayoría de ellos fueron parte de una comuna en Sejera. A continuación vigilaron las explotaciones agrarias en Sejera y Masahe.
Cuándo Hashomer fue creada en 1909, Bar Giora fue absorbida por ella.
Los miembros fundadores fueron Israel Shojat, Yitzhak Ben-Zvi, Mendel Portugali, Israel Giladi, Alexander Zaid, Yehezkel Hankin, Yehezkel Nissanov y Moshe Givoni.